# Cassandra Sundin
Cassandra Helena Margareta Sundin (1991), é uma política sueca que é membro do Riksdag desde 2014, em representação do partido dos Democratas Suecos.
Sundin estudou ciência política, estudos de género e sociologia na Universidade de Uppsala. Ela também foi presidente da Juventude Democrática da Suécia (SDU) no condado de Västernorrland antes da dissolução da SDU. Sundin foi eleita para o Riksdag durante as eleições gerais suecas de 2014.